# 北海道道1060号クチョロ原野塘路線

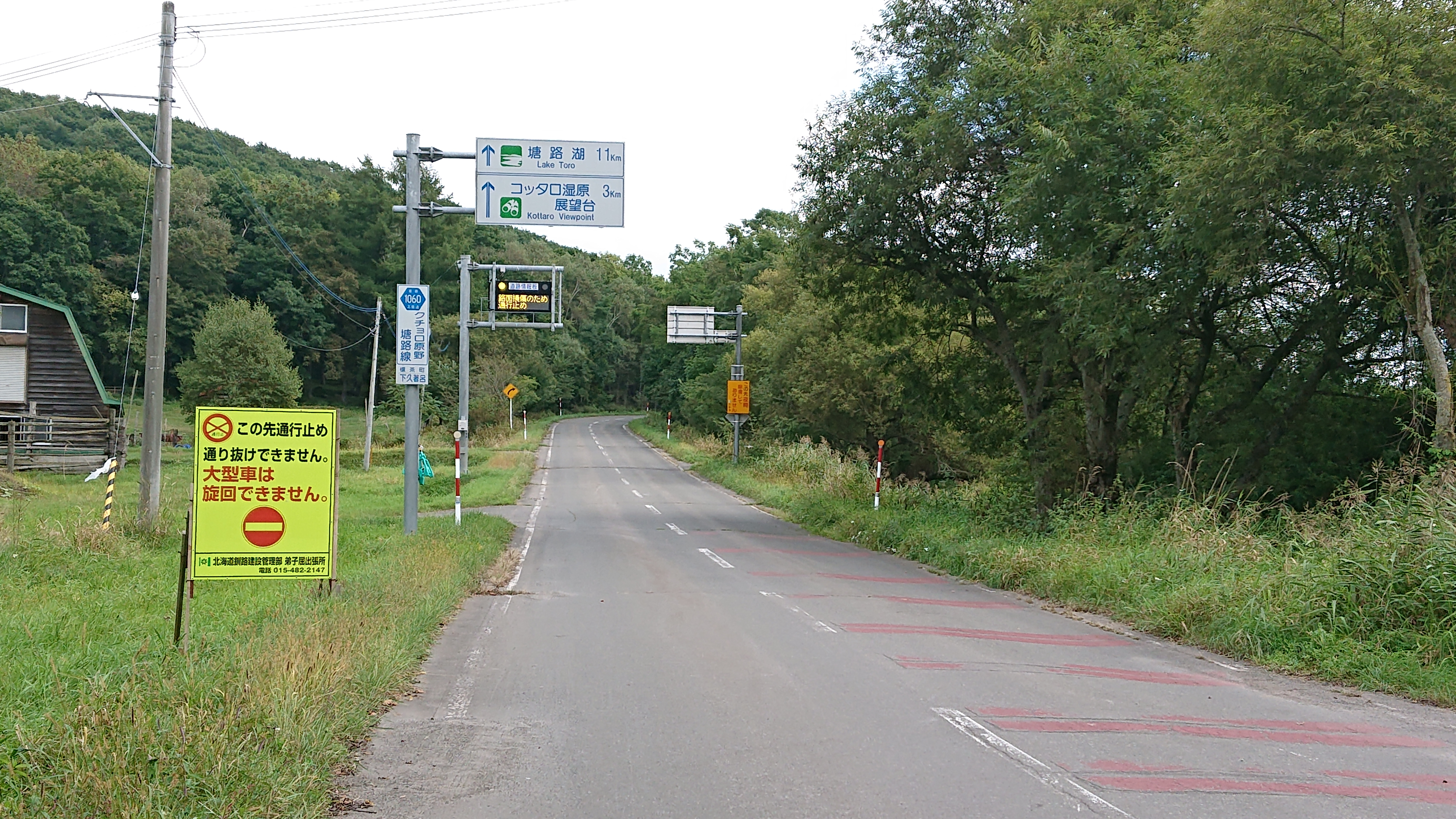
北海道道1060号クチョロ原野塘路線（標茶町下久著呂）

北海道道1060号クチョロ原野塘路線（ほっかいどうどう1060ごう クチョロげんやとうろせん）は、北海道川上郡標茶町を結ぶ一般道道である。

## 概要

### 路線データ
- 起点：北海道川上郡標茶町クチョロ原野（北海道道243号阿寒標茶線交点）

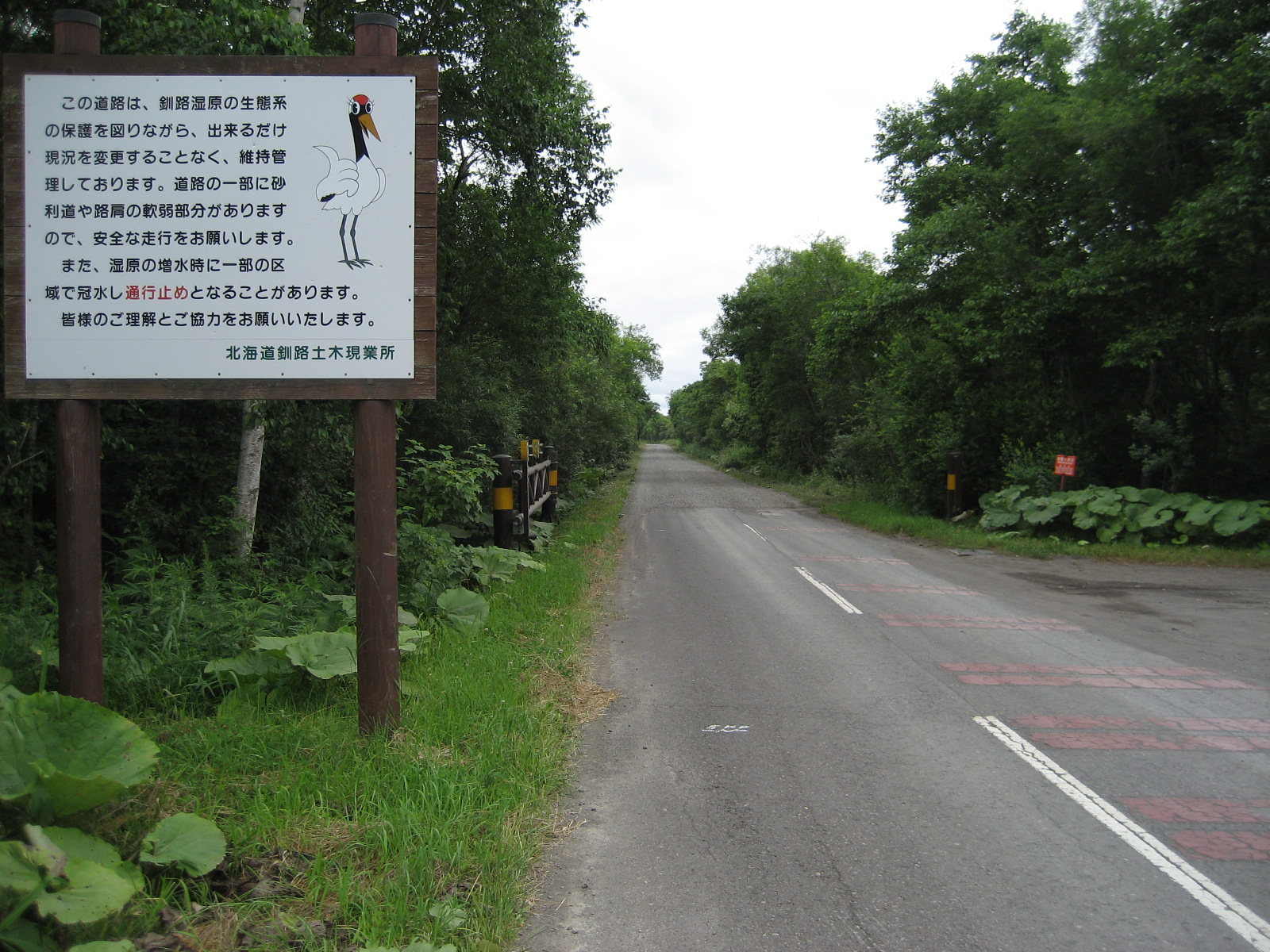
コッタロ第一展望台付近（ダート区間開始）

- 終点：北海道川上郡標茶町塘路（国道391号交点）
- 総距離：10.2 km

## 歴史
- 1985年（昭和60年）3月30日 - 路線認定[1]

## 地理

### 通過する自治体
- 釧路総合振興局
  - 川上郡標茶町

### 主な接続道路
標茶町
- 北海道道243号阿寒標茶線 - クチョロ原野（起点）
- 国道391号 - 塘路（終点）

### 沿線にある施設など
標茶町
- 釧路湿原コッタロ展望台